# Viștișoara
Viștișoara – wieś w Rumunii, w okręgu Braszów, w gminie Viștea. W 2011 roku liczyła 27 mieszkańców.